# Trifurcula josefklimeschi
Trifurcula josefklimeschi là một loài bướm đêm thuộc họ Nepticulidae. It is found phía nam line running from Pháp to Cộng hòa Séc và Ukraina.
Sải cánh dài 4.9-6.5 mm đối với con đực và 4.9-6.1 mm đối với con cái. Adults emerge from cuối tháng 5 đến giữa tháng 9. There might be two generations per year.
Ấu trùng ăn Dorycnium hirsutum và Dorycnium pentaphyllum. The mine the leaves of their host plant. 